# Orlando H. Garrido
José Orlando Hilarión Ángel de Jesús Garrido Calleja (* 1. März 1931 in Havanna; † 24. Juni 2024 ebenda) war ein kubanischer Zoologe und Tennisspieler. Seine Forschungsschwerpunkte waren die Herpetologie und die Ornithologie.

## Leben
Garrido begann seine Karriere gemeinsam mit seinem Bruder Reynaldo in den 1950er-Jahren als Tennisprofi. Er spielte zwischen 1956 und 1961 bei den Wimbledon Championships und 1959 bei den US Open, schied jedoch schon in den Vorrunden aus. Zwischen 1950 und 1959 bestritt Garrido neun Begegnungen für die kubanische Davis-Cup-Mannschaft. Dabei gewann er vier seiner 16 Einzelpartien, im Doppel gewann er von fünf Partien lediglich eine. Seinen größten Erfolg erzielte er im Finale der Canadian Open im Jahr 1959, wo er sich in vier Sätzen (6:4, 1:6, 6:4, 6:1) seinem Bruder geschlagen geben musste.
Nach der kubanischen Revolution widmete er sich der Zoologie, insbesondere der Ornithologie und der Herpetologie. 1962 gehörte Garrido zu den Mitbegründern der Comisión Nacional para la Academia de Ciencias de Cuba (Nationales Komitee der Akademie der Wissenschaften von Kuba). 1964 wurde das Museo Nacional de Historia Natural de Cuba eröffnet, wo Garrido bis zu seinem Ruhestand als Kurator tätig war. Garrido beschrieb rund 129 neue Vogel- und Reptilientaxa, darunter Unterarten des Gundlachvireos (Vireo gundlachii sanfelipensis und Vireo gundlachii magnus), des Kubazwergkauzes (Glaucidium siju turquinense), der Perlaugenspottdrossel (Margarops fuscatus klinikowskii), der Kubanachtschwalbe (Antrostomus cubanensis insulaepinorum) und der Haitinachtschwalbe (Siphonorhis brewsteri gonavensis). Zu den von Garrido beschriebenen Reptilien zählen Echsen der Gattungen Anolis und Leiocephalus, Schlangen der Gattungen Arrhyton und Tropidophis sowie Geckos der Gattung Sphaerodactylus. 1968 gehörte Garrido zu den letzten Wissenschaftlern, die den möglicherweise heute ausgestorbenen Kubanischen Elfenbeinspecht (Campephilus principalis bairdii) beobachten konnten. 1970 verfasste er gemeinsam mit Luis Sánchez Varona die Erstbeschreibung der San-Felipe-Baumratte (Mesocapromys sanfelipensis). Im Jahr 2000 veröffentlichte Garrido in Zusammenarbeit mit Arturo Kirkconnell das Buch Field Guide to the Birds of Cuba, das zu den Standardwerken über die kubanische Avifauna gehört. Zu seinen weiteren Veröffentlichungen zählen Patos que anidan en Cuba (Aves-Anatidae) (1967), Catálogo de las Aves de Cuba (1975), Catálogo descriptivo de los anfibios y reptiles de Cuba (1984), The Cuban Lizards of the Genus Sphaerodactylus (Sauria, Gekkonidae) (1985), Anfibios, reptiles y aves de Cayo Guajaba, Archipiélago de Sabana-Camagüey, Cuba (1986), Conozca Las Rapaces (1992) und A Guide to the Birds of the West Indies (1998), das 2020 in einer zweiten überarbeiteten Auflage erschien.

## Dedikationsnamen
Nach Garrido sind die Garrido-Langschwanzhutia (Mysateles garridoi), Anolis garridoi und Diploglossus garridoi benannt.